# Marta Hegemann
Marta Hegemann (Düsseldorf, 1894 - Colonia, 1970) fue una artista alemana, casada con el también pintor Anton Räderscheidt (1892 – 1970). Ambos se enmarcan en el estilo expresionista de la Nueva Objetividad. 
Hegemann fue una destacada artista de la vanguardia de Colonia durante los años veinte. Practicaba su propia mezcla de realismo mágico. Una selección de su obra está expuesta en el Museo Ludwig de Colonia. Su esposo pintó, a lo largo de esta década, a parejas solitarias, posando estiradas, normalmente con los rasgos suyos y de  Marta.